# Robert Hardy Andrews
Pour les articles homonymes, voir Robert Andrews et Andrews.
Robert Hardy Andrews est un scénariste américain né le 19 octobre 1903 à Effingham, Kansas (États-Unis), décédé le 11 novembre 1976 à Santa Monica (États-Unis).

## Filmographie
- 1931 : Three Girls Lost de Sidney Lanfield
- 1935 : Little Big Shot de Michael Curtiz
- 1935 : Je vis pour aimer (I Live for Love) de Busby Berkeley
- 1936 : Le Mort qui marche (The Walking Dead) de Michael Curtiz
- 1936 : Jail Break
- 1936 : The Longest Night
- 1936 : L'Île de la furie (Isle of Fury) de Frank McDonald
- 1937 : Flight from Glory de Lew Landers
- 1938 : Gangster's Boy
- 1939 : I Was a Convict
- 1939 : Streets of New York de William Nigh
- 1939 : Mutiny in the Big House
- 1940 : L'Île des damnés (Island of Doomed Men) de Charles Barton
- 1940 : Men Without Souls
- 1940 : Babies for Sale
- 1940 : Girls of the Road
- 1940 : Before I Hang de Nick Grinde
- 1940 : Dreaming Out Loud de Harold Young
- 1941 : The Devil Commands d'Edward Dmytryk
- 1941 : Under Age d'Edward Dmytryk
- 1941 : Sweetheart of the Campus d'Edward Dmytryk
- 1941 : Road to Happiness (en) de Phil Rosen
- 1942 : La Voix de la terreur (Sherlock Holmes and the Voice of Terror) de John Rawlins
- 1942 : Smith of Minnesota (en) de Lew Landers
- 1942 : Au coin de la Quarante-Quatrième rue (The Mayor of 44th Street) d'Alfred E. Green
- 1943 : Power of the Press (en) de Lew Landers
- 1943 : La Croix de Lorraine (The Cross of Lorraine) de Tay Garnett
- 1944 : Le Singe velu (The Hairy Ape) d'Alfred Santell
- 1946 : Talk About a Lady de George Sherman
- 1948 : La Peine du talion (The Man from Colorado) de Henry Levin
- 1949 : Garçons en cage (Bad Boy) de Kurt Neumann
- 1949 : La Grève des dockers (I Married a Communist) de Robert Stevenson
- 1949 : Bagdad de Charles Lamont
- 1951 : Le Signe des renégats (Mark of the Renegade) de Hugo Fregonese
- 1951 : Plus fort que la loi (Best of the Badmen) de William D. Russell
- 1951 : Les Tanks arrivent (en) (The Tanks Are Coming) de Lewis B. Seiler
- 1952 : La Peur du scalp (The Half-Breed) de Stuart Gilmore
- 1953 : Un homme pas comme les autres (Trouble Along the Way) de Michael Curtiz
- 1962 : Tarzan aux Indes (Tarzan Goes to India) de John Guillermin